# 朝井ゆかり
朝井 ゆかり（あさい ゆかり、1935年10月10日 - ）は、日本の女優、声優。愛知県名古屋市出身。「浅井 ゆかり」表記もある。
かつて同名で活動していたとされる声優の浅井淑子とは別人である。

## 略歴
愛知県名古屋市で生まれ、福岡県で育つ。
福岡県立福岡中央高等学校卒業。在学時はスポーツが得意であり、陸上部でキャプテンを務めたほか、走高跳では当時のアマチュア全国大会で10位以内に入るなど好成績を残した。
1957年、東京女子大学短大部を卒業後に人形座を経て劇団舞芸座へ入団。1964年に同劇団が解散してからは、東京アーチスト・プロに所属していた。

## 人物
子どもの役を演じることが多かった。
趣味はゴルフ、ドライブ。
1967年に結婚しており、子どもがいる。

## 代役・後任
1968年の産休に伴う代役・後任は以下の通り。
| 後任       | 役名       | 作品               | 後任の初出演 |
| ---------- | ---------- | ------------------ | ------------ |
| 千々松幸子 | ベータン   | 『コメットさん』   | 第64話       |
| 山本圭子   | 花村チン平 | 『魔法使いサリー』 | 第98話       |

## 出演
太字はメインキャラクター。

### テレビアニメ
1965年
- 宇宙少年ソラン（立花ソラン）
- 鉄腕アトム (アニメ第1作)

1966年
- 魔法使いサリー（1966年 - 1968年、三ツ子）

1968年
- ゲゲゲの鬼太郎（第1作）（1968年 - 1969年）
- サイボーグ009

1969年
- もーれつア太郎

1970年
- タイガーマスク（三田守夫）

### 劇場アニメ
- 宇宙少年ソラン（1965年、立花ソラン）
- 魔法使いサリー（1967年、花村チン平）
- 太陽の王子 ホルスの大冒険（1968年、コロ[5]）
- 人のくらしの百万年 マニ・マニ・マーチ[6]
- ちびっ子レミと名犬カピ（1970年、レミ[7]）

### 吹き替え

#### 映画
- 波止場の弾痕（パメラ）
- 眼には眼を（ローラ）※フジテレビ版
- レ・ミゼラブル（幼年期のコゼット）※TBS旧版

#### ドラマ
- トワイライト・ゾーン
- 走れチェス（ドナルド）

#### アニメ
- ターザン（ジャイ少年）

### 特撮
- 忍者部隊月光（半月の声）
- コメットさん（ベータンの声〈初代〉[8]）

### 人形劇
- 伊賀の影丸

### テレビドラマ
- アメリカ部落（NHK）
- 判決（NHK）
- 水道完備ガス見込（NET）
- あしたの風（NHK）
- わんぱくパトロール（NTV）
- ワイルド7（マルコムの声）